# Niptodes longicornis
Niptodes longicornis is een keversoort uit de familie klopkevers (Ptinidae). De wetenschappelijke naam van de soort werd in 1909 gepubliceerd door Maurice Pic.